# Joey Bishop
Joseph Abraham Gottlieb, mais conhecido como Joey Bishop (Nova Iorque, 3 de fevereiro de 1918 — Newport Beach, 17 de outubro de 2007) foi um artista norte-americano.
Joey Bishop era o último membro vivo do grupo de atores e cantores americanos "Rat Pack", liderado por Frank Sinatra.
O "Rat Pack" foi grupo formado durante a década de 50 cuja formação mais conhecida era composta por Bishop, Sinatra, Dean Martin, Sammy Davis Jr. e pelo inglês Peter Lawford. O quinteto estrelou a primeira versão do filme "Onze homens e um segredo".
Bishop, cujo nome real era Joseph Abraham Gottlieb, morreu no dia 17 de outubro de 2007, em sua casa na Califórnia, devido a várias complicações de saúde.
O cantor nasceu no dia 3 de fevereiro de 1918 no Bronx, em Nova York. Ganhou fama nacional por meio de aparições no programa "The tonight show", apresentado por Jack Paar, entre 1958 e 1962, onde pronunciava o bordão "son of a gun". 
Mais adiante, Bishop ficou conhecido por substituir Johnny Carson no programa em 177 ocasiões.
Bishop teve seu próprio programa na televisão americana entre 1961 e 1965, o "The Joey Bishop show". Na atração ele encarnava um apresentador que se chamava Joey Barnes junto à atriz Abby Dalton, que fazia sua esposa.
Entre 1967 e 1969, Bishop apresentou um programa noturno na emissora ABC, concorrendo diretamente com "The tonight show", apresentado por Regis Philbin, um dos rostos mais conhecidos da televisão americana naquele momento.
A carreira cinematográfica de Bishop se destacou por participações em "Quem está guardando esta erva?" e "O vale das bonecas", ambos de 1967. Também atuou em 1958 em "The deep six", "A morte tem seu preço" e "Mau tempo pela proa".
Trabalhou em "Comando Delta" com Chuck Norris e Lee Marvin (1986) e em "Prazer em matar-te" (1996), filme dirigido por seu filho Larry. 